# Відцентровий регулятор випередження запалювання

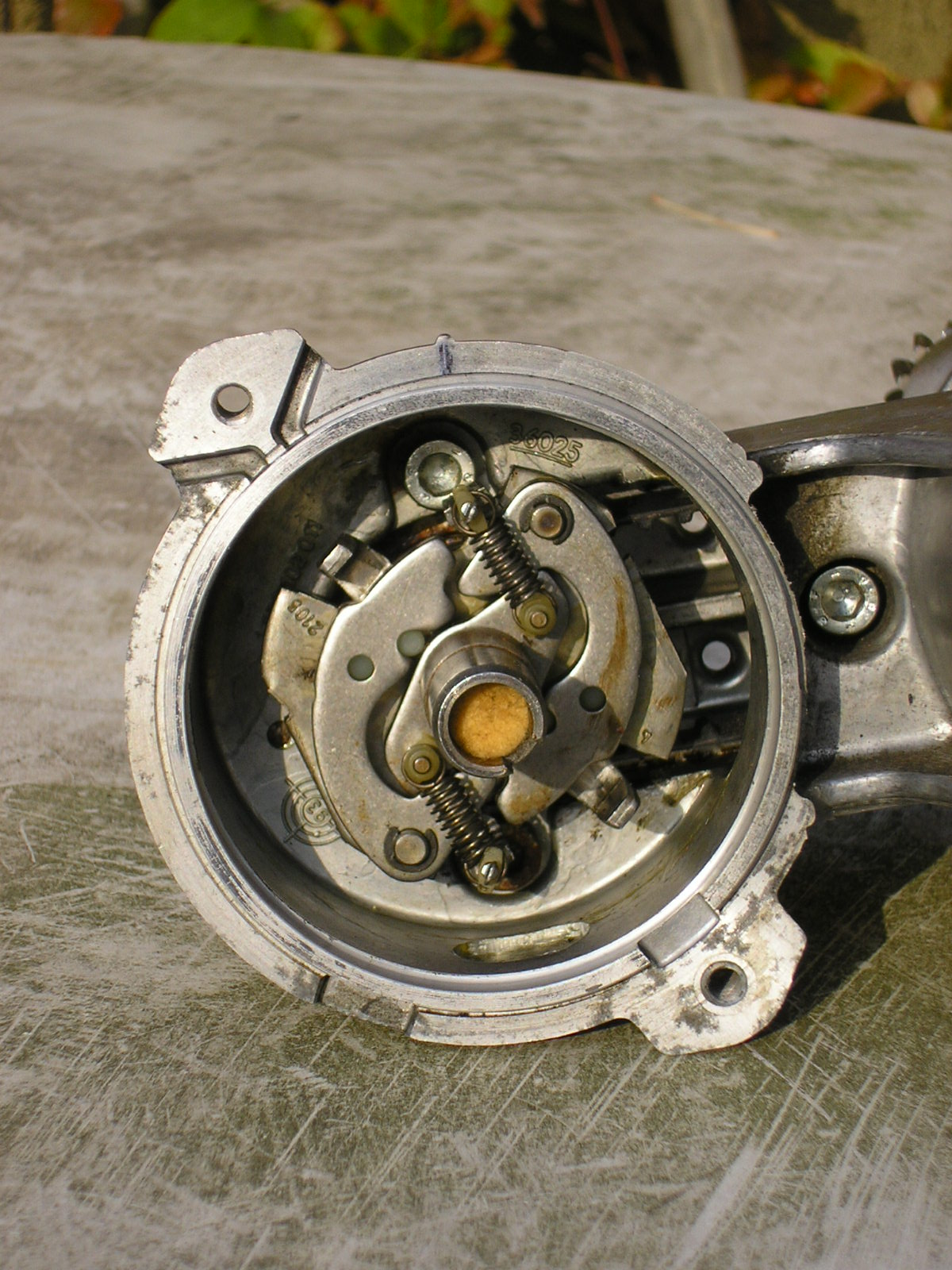
Відцентровий регулятор кута випередження запалювання

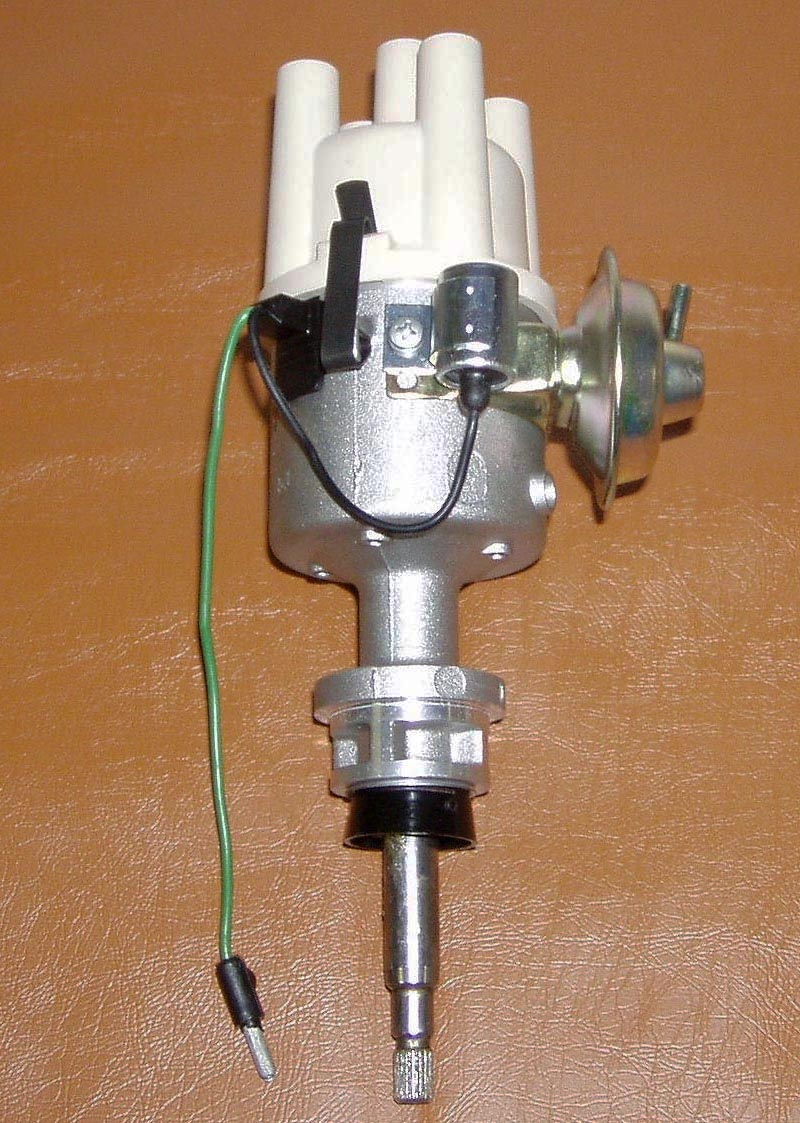
Переривник-розподільник запалення, у корпусі якого розташований відцентровий регулятор

Відцентро́вий регуля́тор (кута) ви́передження запа́лювання — механізм, що призначений для автоматичної зміни кута випередження запалювання у залежності від частоти обертання колінчастого вала двигуна внутрішнього згорання. Така конструкція регулятора використовувалась у переривниках-розподільниках карбюраторних двигунів від появи автомобіля і до конструкцій виробництва включно до 1980-х років.
Відцентровий регулятор розташований всередині корпуса переривника-розподільника.
Зазвичай, працює разом з вакуумним регулятором і обидва є складовою частиною переривника-розподільника. Називається відцентровим від виду сили, що використовується для реалізації зміни кута випередження запалювання.
На урухомному валу переривника жорстко закріплена пластина, на якій розташовані два важки. Вони вільно посаджені на осях і стягнуті пружинами. Причому пружини мають різну жорсткість з метою уникнення резонансу. Кулачок переривника і планка з двома поздовжніми прорізами вільно надіті на верхню частину урухомного валика. У поздовжні прорізи планки входять штифти важок.
Обертання передається від урухомного валика до кулачка через важки, штифти і планку з прорізами. Чим швидше обертається урухомний вал, тим більше розходяться важки і тим на більший кут провертається кулачок по ходу обертання щодо контактної групи переривника. Із збільшенням частоти обертання кут випередження запалювання збільшується. Із зменшенням числа обертів відцентрова сила зменшується, пружини стягують важки, кулачок повертається проти ходу його обертання, контакти переривника замикаються пізніше і кут випередження запалювання зменшується.
Якщо на двигуні застосовується безконтактне електронне запалювання — тоді замість кулачка провертається екран безконтактного датчика моменту іскроутворення.
У двигунах з електронною системою впорскування палива мікропроцесорний блок керування запалюванням одержує інформацію про роботу двигуна (оберти, положення колінчатого вала, положення розподільного вала, навантаження на двигун, температура охолодної рідини тощо) від датчиків і за результатами алгоритмічної обробки цих даних управляють комутатором, що, у свою чергу, управляє накопичувачем енергії. Регулювання випередження запалювання реалізовані програмно в блоці керування двигуном.